# Veterinärmedicine doktor
Veterinärmedicine doktor, vanligen förkortat VMD, men ibland även vet.med.dr, är en svenskspråkig akademisk titel för en doktor i veterinärmedicin. Veterinärmedicine doktor är en av de doktorsexamina som förekommer vid Sveriges lantbruksuniversitet (SLU), vid den del som har ett historiskt ursprung i Veterinärhögskolan. Veterinärmedicine doktorsexamen kan även avläggas vid Helsingfors universitet.
Forskarstuderande som avlägger veterinärmedicine doktorsexamen vid SLU är oftast veterinärer i sin grundexamen, då SLU normalt låter grundexamen styra vilken beteckning på doktorsexamen som används.
Promoveringsrätt för veterinärmedicine doktorsgrad fick Veterinärhögskolan 1935.
Beteckning på motsvarande licentiatexamen är veterinärmedicine licentiat, förkortas VML eller vet.med.lic.

## Doctor of Veterinary Medicine
I engelskspråkiga länder och särskilt USA är motsvarande titel, Doctor of Veterinary Medicine, normalt sett en grundexamen för en veterinär och inte en forskarexamen. Detta är en parallell med Doctor of medicine som oftast är en grundexamen för en läkare och inte motsvarande den svenskspråkiga världens medicine doktor. Den engelskspråkiga motsvarigheten till en svensk Veterinärmedicine doktor är därför närmast Ph.D.